# Orly Castel-Bloom
Orly Castel-Bloom (en hebreo, אורלי קסטל-בלום, Tel Aviv, 26 de noviembre de 1960) escritora israelí.
Nacida en el seno de una familia de judíos egipcios, hasta los tres años la criaron nodrizas francesas que no le hablaban más que francés. Estudió cinematografía en la Universidad de Tel Aviv, ciudad en la que vive y tiene dos hijos. Ha publicado varios libros y recibido los premio Alterman y Newman.